# Anacardium rondonianum
Anacardium rondonianum là một loài thực vật có hoa trong họ Đào lộn hột. Loài này được Machado mô tả khoa học đầu tiên năm 1949.